# بن ساندرز (بازیکن فوتبال اهل انگلستان)
بن ساندرز (انگلیسی: Ben Saunders؛ زادهٔ ۱۲ اکتبر ۱۹۸۴) بازیکن فوتبال اهل بریتانیا است.
از باشگاه‌هایی که در آن بازی کرده‌است می‌توان به باشگاه فوتبال هاکنال تاون، باشگاه فوتبال دونکستر راورز، باشگاه فوتبال بری، باشگاه فوتبال شپشد دینامو، باشگاه فوتبال استمفورد، باشگاه فوتبال وورکساپ تاون، و باشگاه فوتبال گرنثم تاون اشاره کرد.